# Paraguarí (barco a vapor)
O Paraguarí foi um navio de guerra da Armada Paraguaia que combateu na Guerra do Paraguai.

## História
O Paraguarí era um navio a vapor de construção britânica, com casco de aço, propulsão por rodas laterais, deslocamento de 627 toneladas e atingia velocidade de até 13 nós. Foi construído em estaleiros na Inglaterra e adquirido pelo Paraguai em 1862, por intermédio da firma Blyth para ser dedicado ao trafego fluvial de passageiros. Era considerado o navio mais luxuoso da nascente marinha paraguaia, com 28 cabines fechadas e grau de conforto semelhante ao padrão europeu da época, transportando até 150 passageiros. Quando passou a atuar como navio de guerra foi armado com 4 canhões e tinha tripulação de até 58 marinheiros. Era navio gêmeo do Ygurey, embora este fosse com casco de madeira e construído em estaleiros paraguaios.
Foi designado junto com o Ygurey para assumir o trafego de passageiros entre Assunção e Montevidéu, em substituição do Yporá, tarefa que realizou até novembro de 1864. Ao chegar em Assunção após a sua última viagem nessa rota, ele foi para os arsenais da Marinha para se alistar a frota paraguaia de guerra e ser equipado com os armamentos e recursos necessários para um navio de combate, tendo sido armado com 4 canhões.

## Campanha no Mato Grosso
Em 14 de dezembro de 1864 uma esquadra composta pelos vapores Tacuarí, Paraguarí, Río Blanco, Ygurey e Yporá, acompanhadas pelos embarcações menores Rosario, Independencia e Aquidaban, partiu de Assunção subindo o Rio Paraguai com direção ao então estado do Mato Grosso.
Em 27 de dezembro a esquadra iniciou forte bombardeio ao Forte Novo de Coimbra e também visando os barcos da Armada Imperial Brasileira Jaurú, Anhambaí e Jacobina, que estavam ancorados nos arredores protegendo a fortaleza. Na noite do dia seguinte, os brasileiros, sem munição e reforços, debandaram rio acima e a esquadra paraguaia foi ao seu encalço, e mais tarde conseguiu aprender os navios brasileiros.

## Ofensiva no Rio Paraná
Em 11 de abril de 1865, o Paraguarí zarpou de Assunção com destino a Corrientes, na Argentina, fazendo parte de uma flotilha composta pelo Paraguarí, Tacuarí, Marques de Olinda, Ygurey e Yporá. Na manhã de 13 de abril a esquadra a mando de Pedro Ignacio Meza chegou na cidade argentina e, após um breve enfrentamento, capturou os vapores paraguaios Gualeguay e 25 de Mayo, que permaneciam ancorados e desarmados para reparos.
Em 8 de junho de 1865 participou da escolta que transportava o marechal Francisco Solano López e seu estado maior o Forte de Humaitá, junto com os vapores Marques de Olinda, El Paraguarí, Ygurey, Jejuí, Salto Oriental, Río Blanco, Paraná e Tacuarí.
A meia noite de 10 de junho, uma esquadra de nove navios e comandada pelo capitão de fragata Pedro Ignacio Meza partiu rumo a Corrientes para atacar uma esquadra da Marinha Imperial Brasileira que estava ancorada nos arredores daquela localidade. Era encabeçada pelo vapor Tacuarí (comandado por José Maria Martinez), compondo ainda a esquadra além do Paraguarí (José Alonso), o Ygurey (Remigio Del Rosario Cabral Velázquez), Yporá (Domingo Antonio Ortiz), Marquês de Olinda (Ezequiel Robles), Jejuy (Aniceto López), Salto Oriental (Vicente Alcaraz), Yberá (Pedro Victorino Gill) e o Piraveve (Tomás Pereira). Contudo, sofreram um atraso devido a uma falha no vapor Yberá, que também os fez serem detectados pelo vapor brasileiro Mearim na altura de Punta de Santa Catalina. Às 8:30, o confronto entre os dois esquadrões começou em frente à cidade Corrientes e se estendeu às margens do arroio Riachuelo, um afluente do rio Paraguai. A frota paraguaia continuou engajada na batalha com a esquadra brasileira até ilha Lagraña, onde subiu para ancorar perto da foz do Rio Riachuelo. Durante a ação, o Paraguarí foi atacado pelo couraçado brasileiro Parnaíba e foi muito danificado e na sequência a sua tripulação o encalhou em um banco de areia e o incendiou para evitar que caísse nas mãos do inimigo. Ao final da ação, os vapores Tacuarí, Marques de Olinda e Jejuí, assim como as três chatas rebocadas sofreram serias avarias e foram encalhadas nos bancos do rio ou afundadas.

## Destino
Mais tarde, após a batalha, os paraguaios voltaram ao navio e 5 meses depois conseguiram colocá-lo à tona e transferi-lo para o Forte Humaitá, e depois para Assunção tendo sido rebocado pelo 25 de Mayo.
Em fevereiro de 1868, após ter sido rompida a defesa de Humaitá pelos brasileiros, o Paraguarí foi desmantelado em Assunção e rebocado até a embocadura até a foz do Rio Manduvirá com o Rio Paraguai. Dado que a flotilha brasileira que estava na perseguição aos paraguaios, o que restou do Paraguarí foi afundado propositalmente pelos paraguaios em uma passagem estreita do Rio Manduvirá para impedir o acesso dos navios brasileiros maiores.
Anos depois, após o conflito, os pesquisadores Montanía e Pittapol conseguiram recuperar partes do casco e transferi-lo para Assunção, porém, durante uma má manobra do rebocador na entrada daquela cidade, ficou encalhado na margem direita do rio.